# Борисов, Николай Алексеевич
Николай Алексеевич Борисов — советский хозяйственный, государственный и политический деятель, Герой Социалистического Труда.

## Биография
Родился в 1924 году в деревне Негоново. Член КПСС.
Участник Великой Отечественной войны. С 1943 года — на хозяйственной, общественной и политической работе. В 1943—1984 гг. — рабочий строительной бригады, бригадир бригады электромонтажников, участник строительства Нижне-Свирской ГЭС, Днепровской ГЭС и Иркутской гидроэлектростанции, бригадир электрослесарей Красноярского монтажного участка треста «Гидроэлектромонтаж» Министерства энергетики и электрификации СССР.
Указом Президиума Верховного Совета СССР от 1 июня 1973 года присвоено звание Героя Социалистического Труда с вручением ордена Ленина и золотой медали «Серп и Молот».
Умер в Дивногорске в 1989 году.